# O Super Manso
O Super Manso é um filme brasileiro de gênero comédia do período das pornochanchadas e dirigido por Ary Fernandes.

## Sinopse
Amaro (Mário Benvenuti) vai passar uns dias no Guarujá com a esposa, Lúcia (Marlene França). Ele combina com seu sócio para que este lhe chame às pressas. Ele planeja deixar a mulher na praia e voltar a São Paulo para farrear com o amigo. A sogra e a esposa do sócio, que também iriam viajar, têm um problema no carro e voltam para casa. Amaro não poderá contar com a companhia do amigo. Ele liga para várias mulheres, mas não consegue se encontrar com nenhuma. A esposa do sócio liga para Lúcia e conta o plano do marido dela. Para não ficar por baixo, Lúcia tenta transar com um galã da televisão, mas não dá certo. Ela conhece um garotão e vive algumas aventuras eróticas com ele. No litoral um casal em lua-de-mel tenta consumar o ato sexual, mas uma série de imprevistos o impede. Várias pessoas veraneiam em Guarujá: um velhote lúbrico, uma gorducha sedenta de sexo, um garotinho, um marido ciumento com sua mulher adúltera, entre outros. Dois rapazes dão uma propina para o porteiro de um prédio e passam a habitar um apartamento por uns dias. Eles vivem diversas aventuras eróticas. Quando Amaro finalmente encontra uma mulher para sair, ele vai tomar banho e fica preso no banheiro. Depois de quatro dias sem dar notícia, Lúcia decide voltar a São Paulo. O marido finalmente consegue abrir a porta do recinto. Ele conta que ficou dias trancado, mas a esposa não acredita.

## Elenco
| Elenco Original   | Elenco Original |
| Ator              | Papel           |
| ----------------- | --------------- |
| Mário Benvenuti   | Amaro           |
| Marlene França    | Lúcia           |
| Etty Fraser       | Anita           |
| Irene Ravache     | Isabel          |
| Jussara Freire    | Miriam          |
| Robert Bolant     | Fábio           |
| Liza Vieira       | Marisa          |
| Tereza Sodré      | Elisa           |
| Fausto Rocha      | Sérgio          |
| Nídia de Paula    | Beth            |
| Francisco Cúrcio  | Fagundes        |
| Walter Portela    | Valdo           |
| Clenira Michel    | Tia Virgínia    |
| Maria Helena Dias | Zulmira         |
| Suzy Darlem       | Suely           |
| Ary Fernandes     | Janjão          |
| Dely Costa        | Leny            |
| Américo Taricano  | Godofredo       |
| Deivy Rose        |                 |